# Antizipation (Genetik)
Antizipation ist eine Eigenschaft genetischer Krankheiten, bei der die Symptomatik bei Weitergabe an die nächste Generation schwerwiegender wird oder bereits in jüngerem Alter auftritt.
Die Ursache der Antizipation liegt in der Expansion von krankheitsauslösenden instabilen DNA-Repeatregionen: Je höher die Repeatanzahl, desto schwerer das Krankheitsbild und desto früher die Manifestation. Eine Erklärung für die Repeat-Expansion und Instabilität der Repeatanzahl liegt im sog. Slippage und dem Versagen der proof-reading-Aktivität der DNA-Polymerase im Rahmen der DNA-Replikation der Repeatregionen.
Das Phänomen der Antizipation tritt besonders bei Trinukleotid-Repeat-Expansionserkrankungen auf.
Am Beispiel der autosomal-dominant vererbten Krankheit Chorea Huntington: Ein Elternteil erkrankt mit 50 Jahren, in der Genanalyse wird eine Triplettrepeatanzahl von 100 festgestellt. Durch Antizipation hat ein Nachkomme nun eine Triplettrepeatanzahl von 150 und erkrankt deshalb schon mit 40 Jahren.

## Beispiele
- Chorea Huntington
- Myotone Dystrophie Typ 1
- Fragiles-X-Syndrom (Martin-Bell Syndrom, Marker X syndrom)
- Autosomal dominante spinozerebelläre Ataxie